# Danny Play
Danny Play, de son vrai nom Daniel Sinaï, né le 12 février 1948 en Guyane, est un chanteur guyanais.

## Biographie
Il commence sa carrière musical en 1966 et fait successivement partie des Corsair puis des Dany Star, avant de devenir Dany Play.

## Discographie

### Singles
- La Via A Bel,
- Force de vivre,
- Ma Guyane,
- Garde moi dans tes bras,
- La Guyane Pou Lévé.

## Hommage
En 2022, le stade municipal de Matoury a été renommé en son honneur.